# Attrition (religion)
Pour les articles homonymes, voir Attrition.
Dans la religion chrétienne, l'attrition ou contrition imparfaite est l’attitude de celui dont le regret d’avoir offensé Dieu (c’est-à-dire commettre un péché) est motivé par des raisons humaines telle que la honte personnelle, la crainte du châtiment divin ou d’autres conséquences désagréables. Elle n'est pas la contrition mais peut être une étape sur son chemin.

## Au Concile de Trente
Au cours des siècles, les théologiens développent une distinction entre la « contrition » qui est un repentir motivé par l’amour de Dieu, et l’« attrition », repentir motivé par des raisons humaines (en particulier la crainte du châtiment divin). Autrement dit : la contrition est parfaite et l'attrition est imparfaite. Le progrès dans la vie spirituelle peut transformer l’attrition en contrition,.
Lors de la discussion du sacrement de pénitence au Concile de Trente, en 1547, il est important de définir si la contrition est nécessaire pour obtenir l’absolution des péchés (comme le prétendait Luther) ou si l’attrition suffit. Le théologien Claude Le Jay défend l’opinion que l’attrition est un vrai repentir, même si imparfait, et donc suffisante. C’est ce qui prévaut dans le 5e canon sur le sacrement de pénitence (session du 25 novembre 1551).